# پاردونس
پاردونس (به اسپانیایی: Paredones) یک شهرستان در شیلی است که در Cardenal Caro Province واقع شده‌است. پاردونس ۵۶۱٫۵ کیلومتر مربع مساحت و ۶٬۱۰۰ نفر جمعیت دارد و ۴۲ متر بالاتر از سطح دریا واقع شده‌است.